# メマンチン
メマンチン（英語: Memantine）は、アダマンタン誘導体であり、医療用のNMDA受容体拮抗剤として用いられる。中等度から重度アルツハイマー型認知症 (AD) の治療薬として欧州、アメリカ、日本で承認されている。日本では2011年に商品名メマリーが第一三共から発売されているが、病態の進行を抑制する成績は得られていない。

## 医療用途
アルツハイマー型認知症 (AD) の病態そのものの進行を抑制するという成績は得られていない。NMDA受容体拮抗作用により、アルツハイマー型認知症の症状の進行を抑制することを目的としており、病態そのものの進行を抑制する薬剤ではない。
英国国立医療技術評価機構 (NICE) の2016年のガイドラインは、重度のAD、もしくは中程度ADで他のコリンエステラーゼ阻害剤(ACE)に耐えられないか禁忌のある場合の選択肢として推奨している。また、アリセプトとの併用療法が有効であるとして期待されている。英国での多施設共同研究では、併用効果は、プラセボおよび単剤治療に対して有意差を持って効果があった。しかし英国当局からは否定的な見解が示されており、NICEはADに対し、単剤で治療開始するよう勧告している。
2019年のシステマティックレビューでは44研究計1万人のデータが得られ、中等症から重症のADでは小さな臨床的な恩恵があり、軽症では効果はなかった。

### 研究事例
小児・青年期の自閉症スペクトラム、ADHD、強迫性障害などに対して有益な効果を示す証拠がそれぞれに複数あるが、証拠は限られたもので、定期的な使用の根拠としては不十分である。さらなる有効性の検証が、盲検化したランダム化比較試験で示されるまでは適応外使用のままである。。
線維筋痛症や神経因性疾患の慢性疼痛を軽減するとの研究もあるが、2019年のシステマティックレビューから15研究が見つかり、疼痛の減少が小さく、めまいを増加させた。決定的な研究が実施されるまで推奨できない。。
オピオイドに身体依存を起こしたヒトでの離脱症状の重症度を減少させる8人でのごく小規模な試験がある。オピオイド依存症の治療に有用な補助薬であることを示唆している。

### 開発
日本では国内の臨床試験が、第一三共グループのアスビオファーマによって行われ、2011年1月21日に「症状の進行抑制」について製造販売承認され、同年6月8日に商品名メマリーが第一三共から発売された。メマリーは、病態の進行を抑制する成績は得られていない。

## 副作用
添付文書に記載されている重大な副作用は、痙攣、失神、意識消失、精神症状（激越、攻撃性、妄想、幻覚、錯乱、せん妄）、肝機能障害、黄疸、横紋筋融解症である。
過量投与の症状（外国人における報告）メマンチン塩酸塩400mg服用患者において、不穏、幻視、痙攣、傾眠、昏迷、意識消失等があらわれ、また、メマンチン塩酸塩2,000mg服用患者において、昏睡、複視および激越があらわれ、それぞれ回復したとの報告がある。メマンチンとドネペジルを2歳女児が意図しない摂取したケースが報告されている。視覚的な幻覚症状のために発見された。入院して大規模な神経学的検査や感染症検査を行い、脳波を除いて異常はみられなかった。非特異的な脳障害と診断された。72時間の対症療法で回復した。病院到着時の血中濃度はドネペジル470 ng/mL（治療範囲：25-50 ng/mL）、メマンチン32 ng/mL（治療範囲：70-150 ng/mL）であった。メマンチンとドネペジルの意図しない摂取が小児患者に重大かつ長期の神経学的症状を引き起こす可能性があることを示している。

## 薬理
ドーパミンD2受容体アゴニストとして作用する。NMDA型グルタミン酸受容体と比較し、同等かわずかに高い親和性を有している。
ラット線条体D2（High）受容体における[3H]-ドンペリドンに対するメマンチンの解離定数（Kd）は917±23nMである。ヒト クローンD2（Long）受容体への親和性は137±19nMである。線条体NMDA受容体における[3H]-MK-801に対するメマンチンの解離定数（Kd）は2,200±400nMである。NMDA受容体およびドーパミンD2（High）受容体におけるメマンチンの効力は同等である。メマンチンの臨床的特徴は、その両方の受容体への作用に起因する可能性がある。
NMDA受容体チャネルのフェンサイクリジン結合部位に結合する[3H]-MK-801（5nM）に対しメマンチンは濃度依存的な置換活性を示し、IC50=1.47µM（Ki=0.67µM）でMK-801（Kd=0.0041µM）よりも親和性は低かった。Aβ25-35＋グルタミン酸への神経保護IC50は0.13µMである。
NMDA受容体に結合し、その働きを抑制することにより脳の神経細胞の過剰な興奮による細胞死を防ぐ。一方、高濃度では神経細胞の壊死や空胞化が認められている。

## 動物実験
マウスにおける治療上適切な用量 (5、10 mg/kg) は、認知機能の適応性に影響が生じ、対照群と比較して記憶障害と異常な混乱が示されている。
動物実験で身体的依存が認められた。アカゲザルを用いて検討した結果、退薬症候の発現が示唆された。アカゲザルでは、血中濃度650ng/mL以下で身体依存性が形成される可能性はほとんどないと示唆された。なお、ヒトへ20mg/日を反復投与した時の血中濃度は約130ng/mLである。